# Long Island (Papua-Nowa Gwinea)

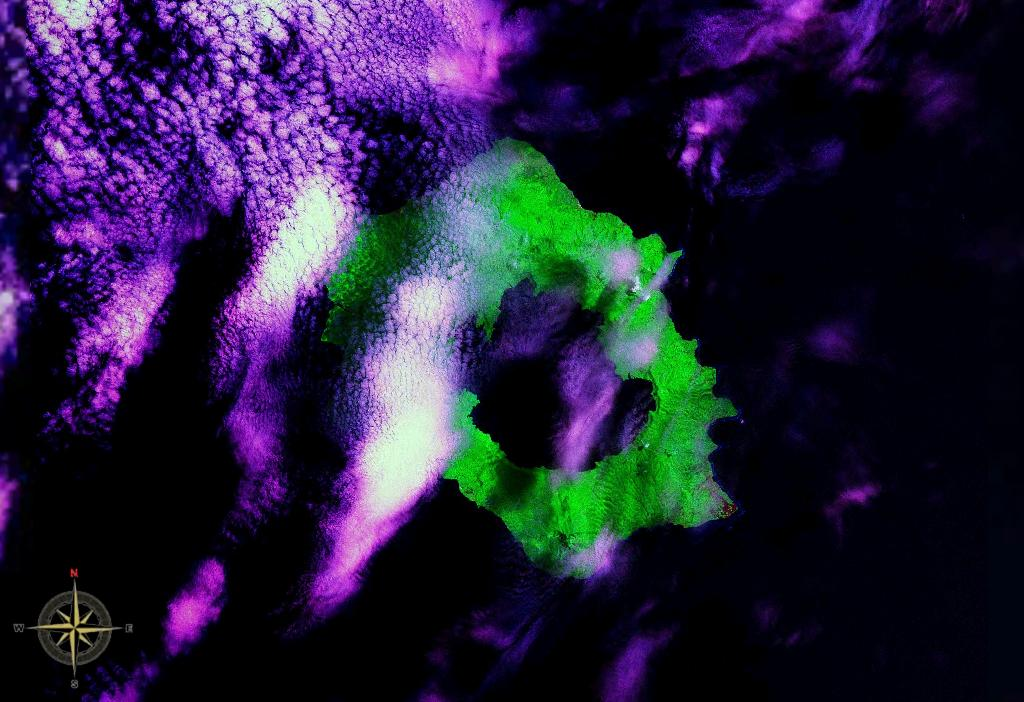
Long Island widziana z kosmosu z widocznym jeziorem Wisdom

Long Island – należąca do Papui-Nowej Gwinei wulkaniczna wyspa na Morzu Bismarcka. Jest oddzielona od północnego wybrzeża Nowej Gwinei (półwyspu Huon) cieśniną Witiaz o szerokości 52 km. Znajduje się w odległości 60 km od wyspy Umboi i 125 km od Nowej Brytanii. Administracyjnie należy do prowincji Madang.

## Geografia
Wyspa ma kształt sześciokąta. Znajdują się na niej dwa stratowulkany: Mount Reaumur na północy i Cerisy Peak na południu o wysokości 1280 m n.p.m. W centralnej części wyspy znajduje się duża kaldera o wymiarach 10 × 12,5 km wypełniona słodkowodnym jeziorem Lake Wisdom. Na jeziorze znajduje się niewielka wyspa Motmot (200 × 200 m).

## Erupcje wulkanu
- Dwie duże erupcje wulkanu miały miejsce 16 tys. i 4 tys. lat temu.
- Następną odnotowano w 1660 roku. Wielkość wyrzuconej wtedy magmy oszacowano na 30 km sześciennych. Duże ilości popiołu pokryły 87 000 km kwadratowych powierzchni Nowej Gwinei warstwą 1,5 cm, natomiast Long Island znalazła się pod 30-metrową warstwą popiołu. Lokalne legendy w Nowej Gwinei mówią o tym okresie „czas ciemności”. Wybuch wytworzył wtedy dużą kalderę, teraz wypełnioną jeziorem Lake Wisdom. Była to trzecia pod względem skali na Ziemi znana erupcja w ciągu ostatnich 2000 lat.
- Erupcja na przełomie 1953 i 1954 roku utworzyła wyspę Motmot (znajdują się na niej dwa kratery połączone grzbietem).
- Niewielkie erupcje miały miejsce w marcu 1968 roku oraz w kwietniu i maju 1973 roku (kratery na wyspie Motmot).
- W listopadzie 1993 roku nastąpiły podwodne wybuchy blisko centrum jeziora na północ od wyspy Motmot. Na powierzchni zaobserwowano zmianę barwy jeziora z niebieskozielonego na pomarańczowobrązowy.
- W 2007 i 2010 roku na wyspie miały miejsca trzęsienia ziemi[4][5].

## Historia
Pierwszym Europejczykiem, który zobaczył Long Island, był hiszpański nawigator Iñigo Órtiz de Retes, gdy na pokładzie statku „San Juan" próbował dopłynąć z Tidore do Nowej Hiszpanii. Było to 12 sierpnia 1545 roku.
Nazwę wyspie nadał w 1700 roku William Dampier, który opisał ją jako „długą wyspę, z wysokim wzgórzem na każdym końcu”. Mieszkańcy nazywają ją Pono, natomiast w Nowej Gwinei używana jest nazwa Arop lub Ahrup.
Plemię Yopno mieszkające na półwyspie Huon wierzy, że duchy zmarłych płyną rzeką Yopno do morza, a następnie do wyspy Long Island, gdzie czeka już na nie duch innego zmarłego.
Wyspę Long Island zamieszkuje około 900 osób w wioskach Bok, Kaut, Malala, Poin Kiau i Matapun.